# Cohortes urbanas
Las cohortes urbanas fueron una unidad de élite del ejército romano creada por el emperador Augusto como una de las unidades de la guarnición de Roma, junto con las Cohortes Pretorianas —a las que servía de contrapeso— y las Cohortes de Vigiles. 

## Organización
Su organización comprendía tres cohortes de 1000 soldados a las órdenes de sendos Tribunos, que a su vez dependían del Praefectus Urbi o Prefecto de Roma, un senador de rango consular de plena confianza del emperador, a quien sustituía como caput Vrbi cuando estaba ausente de Roma. Su numeración seguía a las de las Cohortes Pretorianas, por lo que su numeración correspondía con los números X, XI y XII, y estaban acuarteladas junto a estas en el Castra Praetoria.
Además, en Lugdunum (Lyon, Francia) y Carthago en el África Proconsular existían sendas Cohortes Urbanas, para custodiar en el primer caso la importante ceca imperial de esta ciudad de la Galia, y en el segundo para garantizar el orden en la segunda ciudad occidental del Imperio. La cohorte de Lugdunum tenía el número I y la de Carthago el XIII.
Las cohortes urbanas estaban formadas por soldados de élite, reclutados por sus excelentes habilidades marciales y su lealtad, exclusivamente en Italia hasta época de Septimio Severo. Su tiempo de servicio era de sólo 16 años. Se trataba de infantería pesada, aunque estaba destinada a mantener el orden dentro de la ciudad de Roma, y en contadas ocasiones combatió de forma regular.
Cada cohorte estaba mandada por un Tribunus Cohortis Urbanae procedente de Ordo Equester, muchas veces extraído de los antiguos centuriones primopilos de las legiones. Cada cohorte estaba dividida en centurias, al mando cada una de ellas de un centurio, asistido por un optio, un signifer, un tesserarius y varios duplicarii.
Las cohortes urbanas estaban provistas del mismo equipo que los legionarios: llevaban una armadura de bandas (la lorica segmentata), un casco de metal y un escudo grande. Combatían con dos pila (plural de pilum), lanzas arrojadizas con moharras de hierro blando diseñadas para doblarse al impactar, de forma que fuera imposible sacarlas y devolverlas. También llevaban espadas cortas para el combate cuerpo a cuerpo. Sin embargo, su entrenamiento era inferior al de los pretorianos y al de los legionarios, ya que eran más una fuerza de prestigio que una unidad de combate.
Como diferencia de otros cuerpos, debido a su condición de fuerza "policial", se les dotó de varas de madera a modo de porras, y de cascabeles, sujetos al cinturón, a modo de sirena.

## Evolución histórica

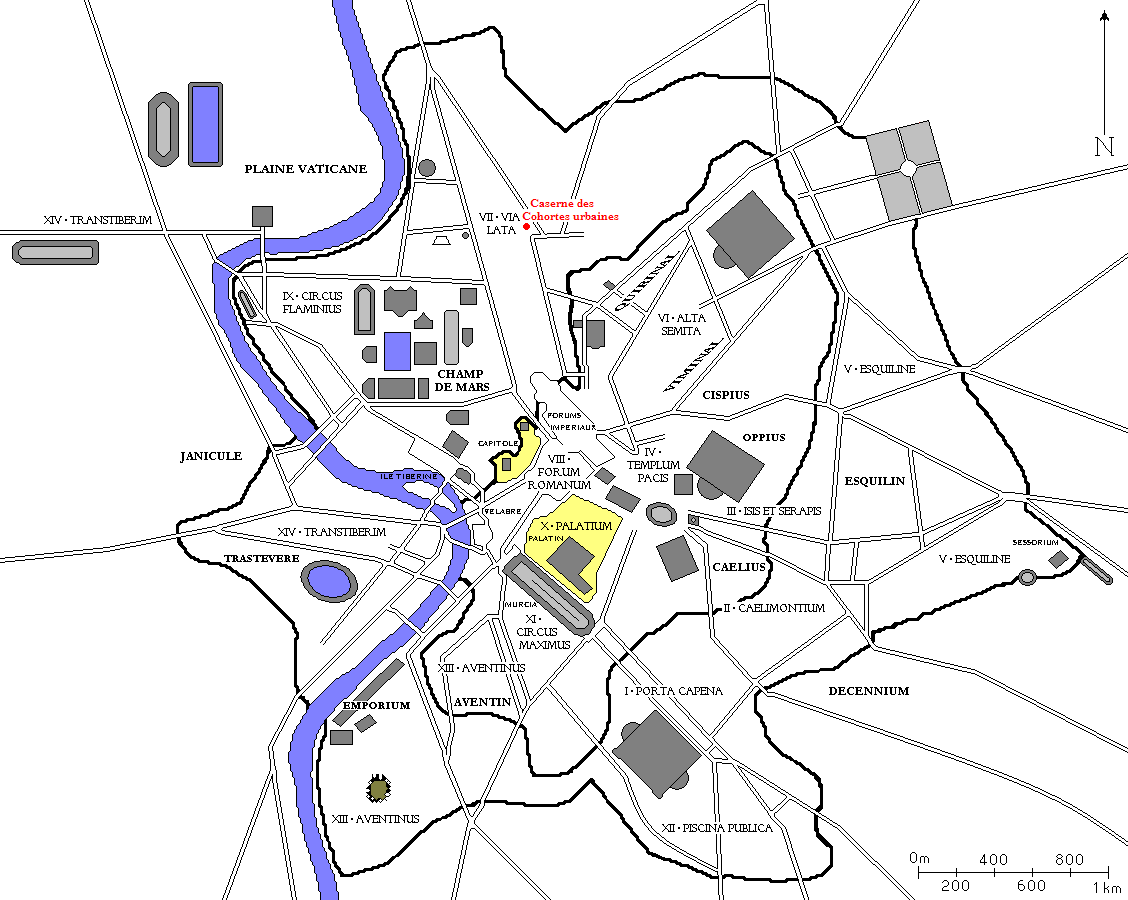
Localización en el plano de Roma imperial de las casernas de las Cohortes urbanas construidas por Aureliano

Vitelio, en 69, amplió su número hasta 7 y sus efectivo hasta 1500 infantes por cohorte, completando sus efectivos con veteranos de sus legiones del limes renano. Vespasiano en 70 redujo su número a 4 y sus efectivos nuevamente a 1000 soldados, licenciando a las tropas vitelianas y reimponiendo el reclutamiento itálico. Antonino Pío aumentó su número a 5, mientras que Septimio Severo en 194 completó sus efectivos con legionarios de sus fuerzas del Danubio, y abrió su reclutamiento a las zonas más militarizadas del Imperio, aunque el reclutamiento itálico continuó siendo predominante. Caracalla decidió que una de las cohortes fuera instalada en el puerto de Ostia y otra en el puerto de Puteoli, para garantizar el orden en los lugares de llegada de los suministros, especialmente grano, a Roma y toda Italia.
Aureliano construyó para ellas un cuartel, el Castra Urbanae en el campus Agrippinae, una parte del Campo de Marte.
Constantino I el Grande en 312, después de derrotar en la Batalla del Puente Milvio a Majencio, disolvió las Cohortes Pretorianas, pero mantuvo las Cohortes Urbanas. Su existencia está atestiguada hasta 360, bajo Constancio II y Juliano.